# Alberto Inglesi

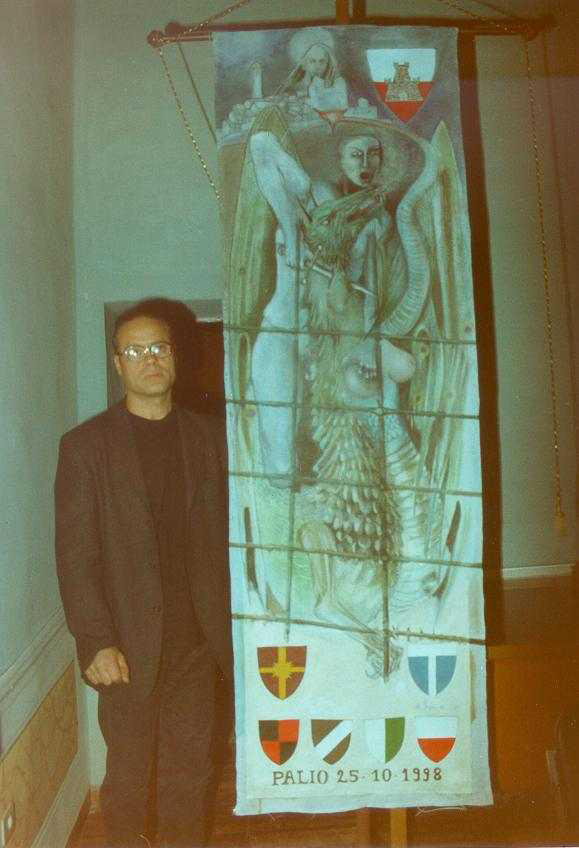
Palio di Sassetta e l'artista Alberto Inglesi, 1998

Alberto Inglesi (Grosseto, 9 ottobre 1952) è uno scultore e pittore italiano.

## Biografia

### Origini e formazione
Alberto Inglesi è nato a Grosseto nel 1952 da genitori senesi, i quali, per questioni lavorative, si erano trasferiti in Maremma nel secondo dopoguerra. Ivi, fin da giovanissimo, ha trascorso intere giornate nella bottega del padre, ebanista intarsiatore, ove ha maturato le prime competenze di natura manifatturiera. All'età di otto anni, Inglesi ha fatto ritorno a Siena con la famiglia, dove ha continuato gli studi e ha iniziato a lavorare in proprio. Ha frequentato, ad esempio, la bottega di una decoratrice, da cui ha appreso alcune tecniche di decorazione ornamentale, quale, ad esempio, il disegno ornato grottesco, sia veneto che toscano. Ha frequentato, inoltre, fabbri, scalpellini, marmisti e teatri anatomici per apprendere l'anatomia umana. Nel 1965 ha tenuto la sua prima esposizione personale, presso palazzo del Cipolla a San Quirico d’Orcia.
Successivamente, Inglesi ha frequentato l'Istituto d'Arte "Duccio di Buoninsegna" (diplomandosi nel 1970), sviluppando e affinando la sua tecnica scultorea e grafica. Ivi ha incontrato il suo futuro maestro, Plinio Tammaro, con il quale, in quel tempo, ha instaurato un sodalizio artistico e amicale che non si interromperà mai. 

### Gli anni 1970 e 1980
Nel 1972, è stata organizzata una sua mostra personale presso la Villa Medicea di Poggio a Caiano. Nello stesso periodo, nondimeno, ha partecipato pure a numerose rassegne nazionali come: “Bronzetto Donatello”, “Giovani Scultori Italiani”, “Arte e sport” e “Arte grafica”, vincendo il premio nazionale nel corso delle ultime due manifestazioni citate. Nel 1976 ha interrotto temporaneamente la propria attività artistica a seguito di un grave incidente avvenuto nel proprio studio e ha ripreso a lavorare nel 1988, grazie anche al supporto della moglie Camilla. Successivamente, ha realizzato quattro grandi opere: Cadmo e Armonia, Dopo le Nove, L’Annunciazione e Situazione di Donna.

### Gli anni 1990
Nel 1990, durante l'estate, ha esposto le opere succitate a Siena, presso la Loggia della Mercanzia. Nello stesso anno ha esposto anche presso Chiusi, negli Orti del Vescovo; presso Foiano della Chiana, nei Loggiati; presso Poggibonsi, in Palazzo Pretorio; presso San Quirico d’Orcia, negli Horti Leonini. Dunque, a partire da questi eventi, le opere di Inglesi vengono notate ed esposte in tutto il mondo. Ad esempio, nel 1991, è stata organizzata una sua mostra personale presso il centro storico di Volterra e, fra il 1992 e il 1993, le sue opere sono state esposte nella collettiva L'idea del chiostro Forme e Materiali dell'Arte, all'interno del Santuario della Madonnina di Capannori. Nondimeno, in quei mesi, egli ha esposto pure a Piombino, nella Rocca del Rivellino, a Firenze, nella galleria d'arte di Palazzo Vecchio, (in occasione della manifestazione Gioconda e Gioconda nel Bicentenario del Louvre), a Poggibonsi, nella galleria d'arte a Palazzo Pretorio, a Roma, presso le Scuderie di Palazzo Ruspoli, nonché a Vienna, per la mostra collettiva Art e Tabac. L'anno successivo, lo scultore toscano ha esposto nel centro storico di Palermo; nella galleria di El Cataleco di Marbella; all’ “Accademia italiana at the Smith’s Galleries”, presso Londra; nonché a Copenaghen, a Viareggio, sul lungomare, e in una mostra collettiva a Madrid. Ha partecipato pure alla collettiva Occasioni Rovesciate, tenutasi all'interno dell'ospedale psichiatrico di Lucca. Fra il 1996 e il 1998, poi, ha preso parte alla collettiva Contaminazioni, all'Atelier "Arti Visive" a Carrara; alla Biennale itinerante d'Arte Sacra, la quale ha luogo nei borghi più importanti della provincia di Siena; alla rassegna d'arte erotica Miele a Viareggio e ha tenuto una mostra personale sul lungomare di Knokke. Nel frattempo, non ha abbandonato, comunque, la terra natia, sicché ha organizzato una mostra personale a Castiglion d’Orcia, nella Rocca di Tentennano, per via del premio ricevuto nel 1997, ossia I 33 anni di Caterina Benincasa. Ha esposto pure a Venturina alla rassegna internazionale Etruria Arte e vince il Flabello d'Oro e in una esibizione collettiva a New York. 

In quegli anni, inoltre, Inglesi ha prodotto numerose opere pubbliche su commissione. Ad esempio, nel 1990, ha principiato la realizzazione di un bassorilievo in bronzo, in ricordo dei due giovani carabinieri uccisi in servizio, Mario Forziero e Nicola Campanile, il quale è stato collocato l'anno successivo presso Siena, alla Lizza, in occasione dell'anniversario del fatto. Nel 1991 è stato incaricato di realizzare di un grande gallo, simbolo del Chianti Classico, il quale è stato installato presso Rocca delle Macie a Castellina in Chianti e ha realizzato il Masgalano, per conto dell’associazione Guide di Siena. Oppure, nel 1993 ha realizzato la Fontana di Belforte per conto del comune di Radicondoli. Nel 1994, invece, ha ricevuto l'incarico di eseguire un'opera in legno, in occasione della celebrazione del 22º Congresso Nazionale Eucaristico, presieduto da Giovanni Paolo II a Siena. Si tratta di un'opera monumentale che comprende palco papale, fondale in bassorilievo, altare e crocifisso. Sempre nel 1994, è stato incaricato di realizzare il Masgalano di quell'anno, dalla Pubblica Assistenza, e una grande scultura in bronzo di Pio da Pietrelcina. Da quel momento, peraltro, proseguendo a lungo la collaborazione, è divenuto autore del premio Santa Caterina d'Oro che viene assegnato a personalità che si sono distinte nel campo dell'arte, dello spettacolo e della cultura in Italia. L'anno successivo, ha ricevuto l'incarico dal Comune di Siena di realizzare il drappellone per il Palio del 16 agosto 1995. L'opera viene ufficialmente giudicata, qualche anno più tardi, come il Miglior Palio del Millennio. Ad oggi, essa è conservata nel museo della Contrada del Leocorno, in quanto vincitrice della corsa. È stato anche incaricato dal comune di Piombino di realizzare un monumento ai caduti di tutte le guerre, installato in Val di Cornia, a Venturina: si tratta di un bassorilievo in bronzo per la commemorazione del centenario della fondazione del Magistrato delle Contrade.  L'anno seguente, ha prodotto, per la città di Livorno, una grande scultura in bronzo e acciaio, Il condottiero Etrusco, collocata nella Nuova Aurelia. Infine, nel 1998, gli è stata commissionata l'esecuzione della grande fontana in marmo e bronzo, per conto del comune di Rio Marina, in ricordo della metallurgia etrusca tra Rio Marina e Baratti e del Palio di Sassetta, per conto del medesimo comune. Inoltre, ha realizzato, per conto della banca Monte dei Paschi di Siena, la scultura Thaj, installata a Torino. La medesima banca ha commissionato pure la scultura Chimera, installata a Modena. Ha ricevuto pure l’incarico di realizzare il trofeo per gli internazionali di tennis di Madrid. 

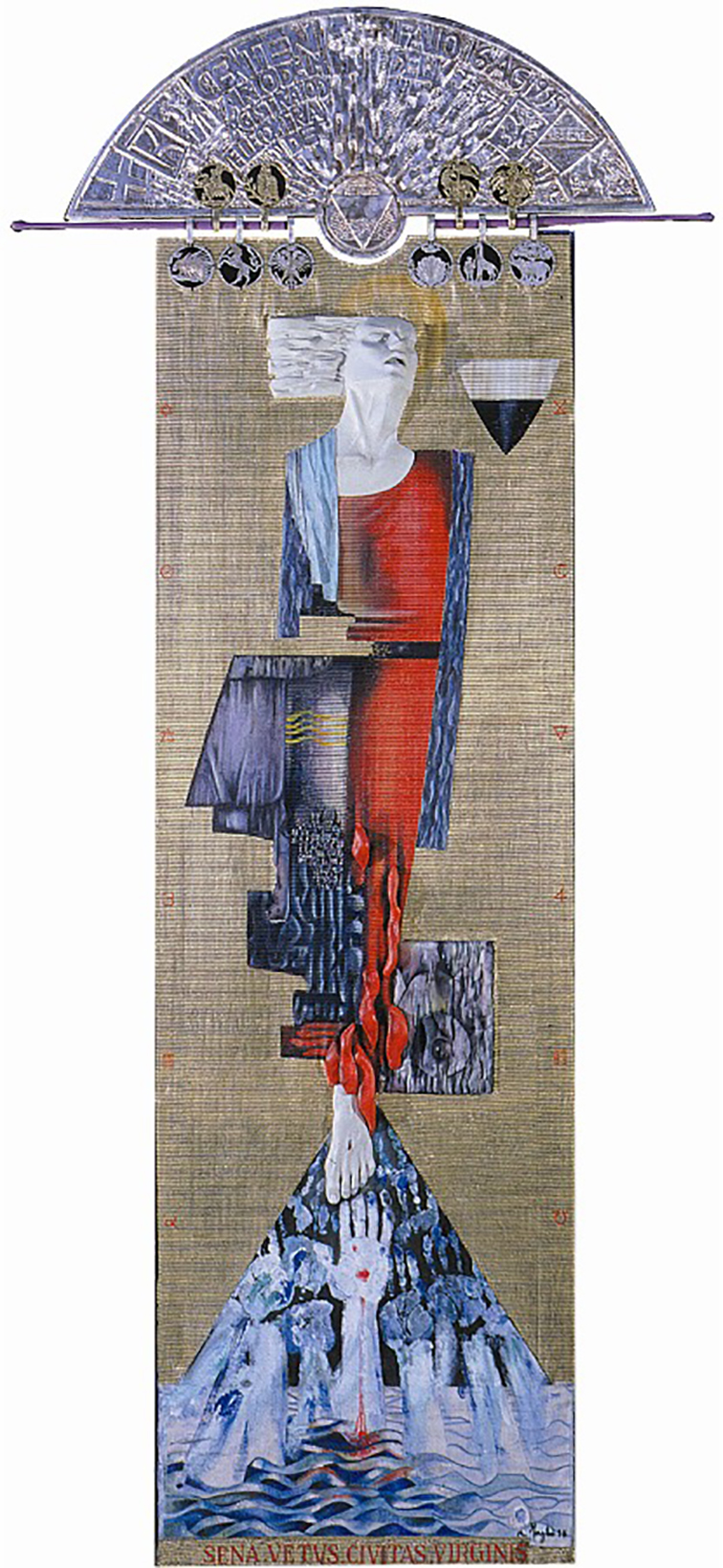
Drappellone del 16 agosto 1995, opera polimaterica.

### Gli anni 2000
Agli inizi del nuovo millennio, Inglesi ha ricevuto da una commissione speciale, incaricata di giudicare i Palii eseguiti nell'intero millennio, che assegna ad Inglesi il premio per il Miglior Palio del Millennio. Indi, lo scultore ha continuato a ricevere numerosi incarichi e, in virtù di ciò, ha realizzato la Grande Maestà, collocata all’interno del Palazzo storico Sansedoni, per conto della Fondazione del Monte dei Paschi di Siena, in occasione del rinnovo delle monture delle contrade, il Masgalano, la Medaglia commemorativa per il 750º anniversario della fondazione dell’Arciconfraternita di Misericordia di Siena 1250-2000, su commissione delle Misericordie di Siena, nonché il premio al miglior tamburino nei due Palii di Siena del 2000, per la Nobile Contrada del Nicchio, e una grande scultura, Repubblica Senese, per conto del comune di Montalcino. Pure gli anni successivi, forte della scia delle innumerevoli commissioni ricevute nel tempo, Inglesi ha realizzato molteplici opere pubbliche, fra cui: il Palio del 18 agosto 2002 e il Monumento al Cavallo del Palio (posto poi su uno sperone di roccia prospiciente al monte Penna) per il comune di Piancastagnaio; il Palio per il Bravìo delle Botti di Montepulciano, nel 2003. Il Masgalano del 2005 su incarico de I Ragazzi del '53 e un'opera, Cariatide, nel 2006, a sostegno di una parte dell'architettura dell'edificio nell'ex Palazzo del Circolo dei Riuniti. Tra il 2008 e il 2009 si è occupato del recupero dell'intero centro storico di Castellina in Chianti, realizzando nuovi arredi urbani e tre opere scultoree, Allegoria Fonte Siena, Allegoria Fonte Firenze e Allegoria Firenze-Siena e è stato incaricato di realizzare una scultura polimaterica per la celebrazione del quarantennio dalla strage di Piazza Fontana, a Milano. Infine, nel 2007, ha realizzato, per conto della casa farmaceutica Novartis, la scultura Il Ratto d'Europa.
In questo decennio, inoltre, non sono mancate le esibizioni artistiche personali e collettive. Per esempio, Inglesi ha esposto nella fortezza di Montalcino e nel castello di Poggio alle Mura; al Centre International de l’Art Fantastique, nel castello di Gruyères, in Svizzera e in una mostra collettiva a Tokyo. Nel 2000, poi, ha realizzato il monumento, Madonna dei Bullettai, installato nella piazza di Castelnuovo Berardenga e, l'anno successivo, ha partecipato alla Biennale di Parigi Parfume de femme, svoltasi nel Maneggio Reale. Ha creato la Pila Battesimale, per la Cappella delle Confessioni al Santuario di Santa Caterina da Siena e la sua scultura monumentale Cadmo e Armonia, in legno di tiglio, è stata installata nel Palazzo Chigi a San Quirico d'Orcia, dove ha tenuto poi una mostra personale antologica, per la trentaduesima rassegna internazionale Forme nel Verde, negli Horti Leonini. Peraltro, la Fondazione Chateau de Gruyères ha acquistato due sue opere, Arpia e La Bestia, ed esse sono state collocate nel museo Centre International de l'Art Fantastique. Dunque, egli ha partecipato al simposio internazionale di scultura Dall'alba al tramonto a Peschici sul Gargano, realizzando Fertilità e alla mostra collettiva di Reggio Emilia, Le stanze dell'Eros. Ha partecipato alla mostra itinerante Vino Pellite Curas, per tutta l'Italia. Nel 2004 viene organizzata una sua mostra personale a Milano, presso la Galleria Senato ed ha esposto a Roma nella Galleria del Vittoriano e nella Galleria Italarte. Quindi, ha partecipato alla collettiva Forme nel Verde a San Quirico d'Orcia negli Horti Leonini e, in Belgio, alla rassegna Lineart Gent Flanders Expo a Radicondoli. Ha partecipato ad Art for Young, a Castiglion Fiorentino, nel Parco della Creatività di Andrea Roggi, ubicato presso Manciano La Misericordia. Nel 2006, alcune sue opere sono state esposte a Piacenza per la rassegna Rosso Tiziano e, nel 2007, ha tenuto una mostra antologica, Forme Mitiche, nel complesso della Rocca Aldobrandesca di Piancastagnaio. Inoltre ha esposto tre grandi sculture alla Notte Fiorentina nella Loggia del Porcellino a Firenze.

### Gli anni 2010
In questo decennio, Alberto Inglesi si è dedicato più alle mostre che agli incarichi esterni, difatti ha realizzato le medaglie delle contrade del Palio di Siena per conto della società AP Imprimatur s.r.l. nel 2017 e i trofei per la Festa del Barbarossa a San Quirico d'Orcia e per l'Apertura delle cacce, a Montalcino, nel 2019.
Le esibizioni artistiche in cui vengono esposte le sue opere, in questo decennio, avvengono invece per le vie del centro storico di Siena, a Palazzo Sansedoni e a Palazzo Chigi alla Postierla per la mostra itinerante Donna in Cammino e a Firenze nella limonaia di Villa Strozzi  nel 2010; nel 2012 a Follonica nel Parco di Prato Ranieri, nel 2014 a Grosseto, presso la fortezza Medicea, assieme al suo Maestro Plinio Tammaro, nel 2015 a Vetulonia e ad Arezzo durante esibizioni collettive; nel 2016 a Bologna presso la galleria dell'Antico Convento; e nel 2018 a Castiglione d'Orcia, presso Villa Podere Forte, con l'iniziativa Fioritura Forte.

### Gli anni 2020
Nel 2020, la mostra itinerante Donna in Cammino si è spostata da Siena a Grosseto, lungo le vie del suo centro storico, e successivamente a Piombino, in Piazza Bovio. Al contempo Alberti ha eseguito in loco, presso il piazzale Maristella a Castiglione della Pescaia, Arcangelo del Mare, nel mese d'agosto. Nel 2021, ha esposto la sua ultima opera, Arcangelo Michele, all'esterno della piccola chiesa di Vitaleta, in occasione dei concerti dall'alba al tramonto del festival Paesaggi Musicali Toscani. La stessa scultura è stata poi spostata ed esposta alle Logge del Papa a Siena nei mesi di dicembre e gennaio. Successivamente, ha partecipa alla cinquantesima edizione di Forme nel Verde a San Quirico d'Orcia e ad una mostra collettiva dedicata a Dante Alighieri, organizzata dall'Università degli Studi di Siena. Nel 2022 la mostra itinerante Donna in cammino è stata sposta per le vie del centro storico di Montalcino. Contemporaneamente l'artista ha esposto a Siena per la settima edizione di una mostra collettiva nel Parco della Luce. Il 18 ottobre dello stesso anno è stato insignito del titolo di "Accademico Corrispondente" della classe di scultura dell'Accademia delle Arti del Disegno di Firenze. Sono state, inoltre, esposte due sculture al Museo Civico e Diocesano di Montalcino, in occasione dell'evento Benvenuto Brunello 2022. Dal 30 novembre al 30 gennaio ha esposto la scultura Arcangelo Gabriele di fronte alla Torre dei Malavolti, presso Siena.

## Premi e riconoscimenti
- 1972 premio nazionale Arte e Sport.
- 1972 premio nazionale Arte Grafica.
- 1997 vincitore del premio I 33 anni di Caterina Benincasa.
- 1998 vincitore del premio Flabello d'Oro alla rassegna internazionale Etruria Arte.
- 21 dicembre 1999 premio Miglior Palio del Millennio al drappellone del 16 agosto 1995.
- 18 ottobre 2022 riconoscimento quale Accademico Corrispondente presso l'Accademia delle Arti del Disegno di Firenze.
- 18 ottobre 2024 riconoscimento quale accademico ordinario della classe di scultura Accademia delle Arti del Disegno Firenze.

## Opere pubbliche e private
- Bassorilievo in bronzo dedicato ai Carabinieri caduti in servizio, Lizza, Siena, 1990.
- Monumento raffigurante un grande gallo, simbolo del "Chianti classico", a Rocca delle Macìe, Castellina in Chianti, 1991.
- Masgalano, 1991.
- Scultura Thaj nel Monte dei Paschi di Siena, filiale di Torino, 1992.
- Scultura Chimera nel Monte dei Paschi di Siena, filiale di Modena, 1992.
- Fontana nella piazza di Belforte, comune di Radicondoli, Siena, 1993.
- Monumento a Padre Pio di Pietrelcina, Sant'Agnese, 1994.
- Masgalano, 1994.
- Monumento ai Caduti della Val di Cornia, Piombino 1995.
- Palio 16 agosto 1995, Siena.
- Monumento La Madonna dei Bullettai nella piazza centrale di Castelnuovo Berardenga, Siena, 1997.
- Monumento Fontana dedicata alla metallurgia etrusca, nel comune a Rio Marina, Isola d'Elba, 1998.
- Il Condottiero Etrusco, Livorno, 1998.
- Palio di Sassetta, 1998
- Trofeo per gli internazionali di tennis di Spagna, 1998.
- La Grande Maestà, Palazzo Sansedoni, Siena, 2000.
- Monumento Repubblica Senese, Montalcino, 2000.
- Scultura Miglior Tamburino, Museo Nobile Contrada del Nicchio, 2000.
- Masgalano, 2000.
- Scultura per il miglior tamburino di piazza, 2000.
- Medaglia per il 750º anniversario della fondazione della Misericordia di Siena, 2000.
- Monumento al Cavallo del Palio, comune di Piancastagnaio, 2001.
- Palio, Piancastagnaio, 2001.
- Grande scultura Cadmo e Armonia nel Palazzo Chigi, San Quirico d'Orcia, 2002.
- Pila Battesimale per la Cappella delle Confessioni al Santuario di Santa Caterina da Siena, 2002.
- Scultura Poeta, Contrada Priora della Civetta, Siena, 2002.
- Monumento Fertilità, porto vecchio di Ostuni, Brindisi, 2003.
- Palio Bravìo delle Botti, Montepulciano, 2003.
- Masgalano, 2005.
- Scultura Cariatide, Palazzo ex Circolo dei Riuniti, Siena, 2006.
- Scultura Ratto di Europa, Casa Farmaceutica Novartis, 2007.
- Premi Santa Caterina d'Oro, dal 1994 al 2008.
- Sculture Allegoria Fonte Siena, Allegoria Fonte Firenze e Allegoria Siena-Firenze, centro storico di Castellina in Chianti, 2008-2009.
- Monumento per la strage di Piazza Fontana, Milano, 2009.
- Premio Frajese, varie edizioni.
- Medaglie ufficiali del Palio, Siena, 2017.
- Trofeo Apertura delle Cacce, Montalcino, Siena, 2019.
- Trofeo Barbarossa, San Quirico d'Orcia, Siena, 2019.
- Monumento Arcangelo del Mare, lungomare Castiglione della Pescaia, Grosseto, 2020.